# Поплавок (гриб)
Поплаво́к (лат. Amanitopsis, Amanita sect. Vaginatae) — таксон грибов семейства Мухоморовые (Amanitaceae). Разные исследователи считают его самостоятельным родом, подродом рода Мухомор (Amanita) или секцией (Vaginatae) подрода Amanita. Название Amanitopsis законсервировано МКБН как родовое. 

## Описание
Плодовые тела небольших размеров по сравнению с другими мухоморами.
Шляпка полуяйцевидная, ширококоническая или плоская, с очень тонким бороздчатым краем, тонкомясистая или более толстая, может быть с бугорком. Окраска кожицы от чисто белой, беловатой или серой, до коричневой, бурой, красноватой или оранжевой, с блестящей гладкой поверхностью, сухая или слизистая.
Мякоть тонкая и ломкая, белая, не изменяется на срезе, редко наблюдается слабое окрашивание вблизи краёв шляпки.
Ножка цилиндрическая, полая или выполненная, хрупкая, гладкая или с рисунком из тонких чешуек, хлопьевидным налётом или голая, внизу расширенная, но обычно без вздутия в основании, характерного для других мухоморов, легко отделяется от шляпки. Цвет ножки белый, сероватый или такой же, как у шляпки.
Пластинки свободные, частые, белые, иногда слегка сероватые или розоватые или с окрашенным краем. В середине пластинки расширяются, имеются пластиночки.
Остатки покрывала. Вольва хорошо развита, кожистая, мешковидная, широкая, свободная, глубоко погружена в почву, с возрастом иногда исчезает. Кольцо на ножке отсутствует, могут быть (относительно редко) плёнчатые или бородавчатые хлопья на поверхности шляпки, легко отделяющиеся от кожицы.
Споровый порошок беловатый.
Микроскопические признаки:
Споры округлые, часто шаровидные, гладкие, бесцветные, всегда неамилоидные. Базидии четырёх-, редко двуспоровые. Пряжки на гифах могут иметься или отсутствуют. Трама пластинок билатеральная.

## Экология
Микоризные грибы, встречаются в различных типах лесов, известны на всех континентах, кроме Антарктиды.

## Практическое значение
Известные грибникам виды условно съедобны, обладают хорошими вкусовыми качествами, но собираются редко из-за хрупкой шляпки, малопригодной для транспортировки и переработки, а также из-за опасного сходства с ядовитыми мухоморами.

## Виды
Наиболее известные виды:
- Amanita arctica Bas, Knudsen & T. Borgen, 1987
- Amanita argentea Huijsman, 1959 [syn.  Amanitopsis argentea (Huijsman) Wasser, 1988]
- Amanita battarrae (Boud.) Bon, 1985
- Amanita ceciliae (Berk. & Broome) Bas, 1983 — Поплавок странный [syn.  Amanitopsis ceciliae (Berk. & Broome) Wasser, 1992]
- Amanita crocea (Quél.) Singer, 1951 — Поплавок шафранный [syn.  Amanitopsis crocea (Quél.) E.-J.Gilbert, 1928]
- Amanita fulva (Schaeff.) Fr., 1815 — Поплавок жёлто-коричневый, или поплавок бурый [syn.  Amanitopsis fulva (Schaeff.) W.G.Sm., 1908]
- Amanita nivalis Grev., 1821 — Поплавок белоснежный [syn.  Amanitopsis nivalis (Grev.) Rea, 1922]
- Amanita oreina (J.Favre) R.Heim ex Bon, 1987 [syn. Amanita nivalis f. oreina (J.Favre) Romagn. 1992 (nom. inval.)]
- Amanitopsis plumbea (Schaeff.) J.Schröt., 1889 — считается самостоятельным видом или разновидностью поплавка серого
- Amanita pseudovaginata Hongo 1983 [syn.  Amanitopsis pseudovaginata (Hongo) Wasser, 1988]
- Amanita submembranacea (Bon) Gröger, 1979 — Поплавок перепончатый [syn.  Amanitopsis submembranacea Bon, 1975]
- Amanita vaginata (Bull.) Vitt., 1826 — Поплавок серый [syn.  Amanitopsis vaginata (Bull.) Roze, 1876 typus]

Более полный список см. в статье Таксоны рода Мухомор#Поплавок